# Lista laureatek tytułu Kontynentalna Królowa Piękności
To lista zwyciężczyń tytułu Kontynentalna Królowa Piękności wyłonionych w konkursie Miss World.

## 1981-1988
| Rok  | Ameryki                                       | Afryka                        | Azja                       | Europa                             | Oceania                                |
| ---- | --------------------------------------------- | ----------------------------- | -------------------------- | ---------------------------------- | -------------------------------------- |
| 1981 | Wenezuela · Pilín León                        | Zimbabwe · Juliet Nyathi      | Japonia · Naomi Kishi      | Wielka Brytania · Michele Donnelly | Australia · Melissa Hannan             |
| 1982 | Dominikana · Mariasela Álvarez                | Zimbabwe · Caroline Murinda   | Filipiny Sara-Jane Areza   | Finlandia · Sari Aspholm           | Australia · Catherine Morris           |
| 1983 | Kolumbia · Rocío Isabel Luna Flórez           | Liberia · Annie Broderick     | Izrael · Yi'fat Schechter  | Wielka Brytania · Sarah-Jane Hutt  | Australia · Tanya Bowe                 |
| 1984 | Wenezuela · Astrid Carolina Herrera Irrazábal | Kenia · Khadija Adam Ismail   | Izrael · Iris Louk         | Wielka Brytania · Vivienne Rooke   | Australia · Lou-Anne Ronchi            |
| 1985 | Stany Zjednoczone · Brenda Denton             | Zair Kayonga Mureka Tete      | Izrael · Maja Wechtenhaim  | Islandia · Hólmfríður Karlsdóttir  | Nowa Zelandia · Sheri Anastasia Burrow |
| 1986 | Trynidad i Tobago · Giselle LaRonde           | Eswatini · Ilana Faye Lapidos | Filipiny Sherry Rose Byrne | Dania · Pia Rosenberg Larsen       | Nowa Zelandia · Lynda Marie McManus    |
| 1987 | Wenezuela · Albany Lozada                     | Nigeria · Mary Bienoseh       | Hongkong Pauline Yeung     | Austria · Ulla Weigerstorfer       | Guam · Francel Caracol                 |
| 1988 | Wenezuela · Emma Rabbe                        | Kenia · Dianna Naylor         | Korea Choi Yeon-hee        | Islandia · Linda Pétursdóttir      | Australia · Catherine Bushell          |

## 1989
| Rok  | Ameryki                | Afryka                               | Azja                            | Oceania                     | Karaiby                                           | Europa                   |
| ---- | ---------------------- | ------------------------------------ | ------------------------------- | --------------------------- | ------------------------------------------------- | ------------------------ |
| 1989 | Kanada · Leanne Caputo | Mauritius · Jeanne-Françoise Clement | Tajlandia · Prathumrat Woramali | Australia · Natalie McCurry | Wyspy Dziewicze Stanów Zjednoczonych Vania Thomas | Polska · Aneta Kręglicka |

## 1990-2004
| Rok  | Ameryki                                   | Afryka                                  | Azja i Oceania                       | Karaiby                           | Europa                         |
| ---- | ----------------------------------------- | --------------------------------------- | ------------------------------------ | --------------------------------- | ------------------------------ |
| 1990 | Stany Zjednoczone · Gina Marie Tolleson   | Kenia · Aisha Lieberg                   | Nowa Zelandia · Adele Valerie Kenny  | Jamajka · Erica Aquart            | Irlandia · Siobhan McClafferty |
| 1991 | Wenezuela · Ninibeth Beatriz Leal Jiminez | Południowa Afryka Diana Tilden-Davis    | Australia · Leanne Buckle            | Jamajka · Sandra Foster           | Turcja · Dilek Koruyan         |
| 1992 | Wenezuela · Francis Gago                  | Południowa Afryka Amy Kleinhans         | Tajlandia · Metinee Kingpayome       | Bahamy · Jody Barbara Weech       | Rosja · Julija Kuroczkina      |
| 1993 | Wenezuela · Mónica Lei Scaccia            | Południowa Afryka Palesa Mofokeng       | Filipiny · Sharmaine Ruffa Gutierrez | Jamajka · Lisa Hanna              | Chorwacja · Fani Čapalija      |
| 1994 | Wenezuela · Irene Ferreira                | Południowa Afryka Basetsane Makgalemele | Indie · Aishwarya Rai                | Kajmany · Anita Lilly Bush        | Chorwacja · Branka Bebić       |
| 1995 | Wenezuela · Jacqueline Aguilera Marcano · | Południowa Afryka · Bernelee Daniell    | Korea Choi Yoon-young                | Trynidad i Tobago · Michelle Khan | Chorwacja · Anica Martinović   |
| 1996 | Kolumbia · Carolina Arango                | Południowa Afryka · Peggy-Sue Khumalo   | Indie · Rani Jeyraj                  | Aruba · Afranina Henríquez        | Grecja · Irene Skliva          |
| 1997 | Stany Zjednoczone · Sallie Toussaint      | Południowa Afryka · Jessica Motaung     | Indie · Diana Hayden                 | Jamajka · Michelle Moodie         | Turcja · Çağla Şıkel           |
| 1998 | Chile · Daniella Campos                   | Południowa Afryka · Kerishnie Naicker   | Malezja · Lina Teoh                  | Jamajka · Christine Straw         | Izrael · Linor Abargil         |
| 1999 | Wenezuela · Martina Thorogood             | Południowa Afryka · Sonia Raciti        | Indie · Yukta Mookhey                | Jamajka · Desiree Depass          | Izrael · Jenny Chervoney       |
| 2000 | Urugwaj · Katja Thomsen                   | Kenia · Yolanda Masinde                 | Indie · Priyanka Chopra              | Curaçao Jozaine Wall              | Włochy · Giorgia Palmas        |
| 2001 | Nikaragua · Ligia Argüello                | Nigeria · Agbani Darego                 | Chiny Li Bing                        | Aruba · Zizi Lee                  | Szkocja · Juliet-Jane Horne    |
| 2002 | Kolumbia · Natalia Peralta                | Nigeria · Chinenye Ochuba               | Chiny Wu Yingna                      | Aruba · Rachelle Oduber           | Turcja · Azra Akin             |
| 2003 | Kanada · Nazanin Afshin-Jam               | Etiopia · Hayat Ahmed Mohammed          | Chiny Guan Qi                        | Jamajka · Jade Fulford            | Irlandia · Rosanna Davison     |
| 2004 | Peru · María Julia Mantilla García        | Nigeria · Anita Uwagbale                | Filipiny · Maria Karla Bautista      | Dominikana · Claudia Cruz         | Polska · Katarzyna Borowicz    |

## 2005-2006
| Rok  | Ameryki                | Afryka                       | Azja i Pacyfik               | Karaiby                         | Europa Północna                        | Europa Południowa       |
| ---- | ---------------------- | ---------------------------- | ---------------------------- | ------------------------------- | -------------------------------------- | ----------------------- |
| 2005 | Meksyk · Dafne Molina  | Tanzania · Nancy Sumari      | Korea Oh Eun-young           | Portoryko · Ingrid Marie Rivera | Islandia · Unnur Birna Vilhjálmsdóttir | Włochy · Sofia Bruscoli |
| 2006 | Brazylia · Jane Borges | Angola · Stiviandra Oliveira | Australia · Sabrina Houssami | Jamajka · Sara Lawrence         | Czechy · Taťána Kuchařová              | Rumunia · Ioana Boitor  |

## 2007-2012
| Rok  | Ameryki                              | Afryka                              | Azja i Pacyfik               | Karaiby                               | Europa                          |                               |
| ---- | ------------------------------------ | ----------------------------------- | ---------------------------- | ------------------------------------- | ------------------------------- | ----------------------------- |
| 2007 | Meksyk · Carolina Morán              | Angola · Micaela Reis               | Chiny Zhang Zilin            | Trynidad i Tobago · Valene Maharaj    | Szwecja · Annie Oliv            |                               |
| 2008 | Wenezuela · Hannelly Quintero        | Angola · Brigith dos Santos         | Indie · Parvathy Omanakuttan | Trynidad i Tobago · Gabrielle Walcott | Rosja · Ksienija Suchinowa      |                               |
| 2009 | Meksyk · Perla Beltrán               | Południowa Afryka · Tatum Keshwar   | Korea Kim Joo-ri             | Barbados · Leah Marville              | Gibraltar · Kaiane Aldorino     |                               |
| 2010 | Stany Zjednoczone · Alexandria Mills | Botswana · Emma Wareus              | Chiny · Tang Xiao            | Saint Lucia · Aiasha Gustave          | Irlandia · Emma Britt Waldron   | Irlandia · Emma Britt Waldron |
| 2011 | Wenezuela · Ivian Sarcos             | Południowa Afryka · Bokang Montjane | Filipiny · Gwendoline Ruais  | Portoryko · Amanda Vilanova           | Anglia · Alize Lily Mounter     |                               |
| 2012 | Brazylia · Mariana Notarangelo       | Sudan Południowy · Atong Demach     | Chiny · Yu Wenxia            | Jamajka · Deanna Robins               | Walia · Sophie Elizabeth Moulds |                               |

## 2013-2017
| Rok  | Ameryki                              | Afryka                             | Azja                          | Oceania                     | Karaiby                    | Europa                      |
| ---- | ------------------------------------ | ---------------------------------- | ----------------------------- | --------------------------- | -------------------------- | --------------------------- |
| 2013 | Brazylia · Sancler Frantz            | Ghana · Carranzar Shooter          | Filipiny · Megan Young        | Australia · Erin Holland    | Jamajka · Gina Hargitay    | Francja · Marine Lorphelin  |
| 2014 | Stany Zjednoczone · Elizabeth Safrit | Południowa Afryka · Rolene Strauss | Indie · Koyal Rana            | Australia · Courtney Thorpe | Gujana · Rafieya Husain    | Węgry · Edina Kulcsár       |
| 2015 | Brazylia · Catharina Choi            | Południowa Afryka · Liesl Laurie   | Indonezja · Maria Harfanti    | Australia · Tess Alexander  | Jamajka · Sanneta Myrie    | Hiszpania · Mireia Lalaguna |
| 2016 | Stany Zjednoczone · Audra Mari       | Kenia · Evelyn Thungu              | Indonezja · Natasha Mannuela  | Australia · Madeline Cowe   | Dominikana · Yaritza Reyes | Belgia · Lenty Frans        |
| 2017 | Meksyk · Andrea Meza                 | Kenia · Magline Jeruto             | Korea Południowa · Ha-eun Kim | Nowa Zelandia · Annie Evans | Jamajka · Solange Sinclair | Anglia · Stephanie Hill     |

ɣ